# قصيرة
قصيرة قرية من قرى محافظة الحناكية في منطقة المدينة المنورة في السعودية، تقع شرق المدينة المنورة 
تاريخ تأسيس قصيرة العليا 1360